# Губернаторський палац (Харків)
Губернаторський палац — пам'ятка архітектури XVIII століття у центрі Харкова. Протягом своєї історії служив також головним корпусом Харківського Імператорського університету. Пам'ятка архітектури національного значення № 694/1, 694/3, 694/4, пам'ятка історії національного значення № 2396/1-3, пам'ятка історії місцевого значення № 1 та 2645. Нині головний корпус Навчально-наукового інституту «Українська інженерно-педагогічна академія» Харківського національного університету ім. В. Н. Каразіна.

## Історія
Губернаторський палац у Харкові побудований у 1770 — 1777 роках. Автор початкового проєкту точно невідомий, вважається, що ним міг бути московський архітектор Михайло Тихменєв. Авторство інколи безпідставно приписується італійському архітекторові Франческо Бартоломео Растреллі. Будував палац міський архітектор Іван Вільянов, а пізніше перший харківський професійний архітектор, родом з Охтирки на Сумщині Петро Ярославський.
Побудований за наказом Катерини II спеціально для її приїзду, як шляховий палац. Прототипом вважається проєкт царського палацу в Смоленську (зруйнований у 1812 р.) та Шляховий палац у Великому Новгороді (зберігся), однак харківський палац виконаний набагато майстерніше. Імператриця Російської Імперії лише одного разу бувала у цьому палаці, на шляху з Криму до Санкт-Петербурга в 1787 році. До її приїзду у дворі був побудований великий дерев'яний «урочистий зал», в 1791 перебудований Ярославським за допомогою губернського механіка Захаржевського під перший в Харкові постійний театр (театр проводив вистави до 1796, а через рік будинок знесли).
Пізніше у будівлі палацу розмістилася резиденція губернатора, а імператорський трон, що зберігався ще з часів Катерини, було відправлено до Петербурга згідно з наказом імператора Павла I.
Навесні 1803 року ансамбль будівель Губернаторського палацу було передано для новоствореного Василем Каразіним Харківського університету. Навесні того ж 1803 року почалась їх реконструкція для потреб університету, яка тривала до 1805 року. За проєктом університетського ад'юнкта (згодом професора), архітектора Євгена Васильєва під керівництвом архітектора І. Л. Вателета було проведено реконструкцію всього палацового комплексу, прибудовано портик, у флігелях перебудовано деякі приміщення, а також надбудовано другий поверх. Загалом, на реконструкцію комплексу будівель Губернаторського палацу та будинку віцегубернатора було витрачено 11 682 руб. 75 коп..
З 1958 року у цій будівлі Український заочний політехнічний інститут, Харківський університет переїхав у Будинок Проєктів на майдані Свободи. До 2024 року в будівлі розміщувалася Українська інженерно-педагогічна академія, перетворена на Навчально-науковий інститут «Українська інженерно-педагогічна академія» Харківського національного університету ім. В.Н. Каразіна.
2 серпня 2018 року близько 15 години поступило повідомлення про пожежу у приміщеннях та на горищі корпусу № 4 Української інженерно-педагогічної академії (колишній Хімічний корпус Харківського університету). Внаслідок пожежі найбільше постраждав дах будівлі з боку вулиці Університетської, від якого майже нічого не лишилося. В інших місцях покрівля обгоріла дуже сильно. По факту пожежі поліція відкрила кримінальне провадження щодо порушення правил пожежної безпеки. Як стало відомо, попередньою причиною пожежі є порушення правил пожежної безпеки під час проведення ремонтних (вогневих) робіт., зокрема, на місці пожежі був виявлений пальник. Однією з причин пожежі, на думку представників Управління культури й туризму Харківської ОДА, стали ремонтні роботи, які були виявлені напередодні спеціальною комісією. Станом на 2024 рік будівля не законсервована, жодні відновлювальні роботи не проводилися. Від зовнішніх чинників споруда руйнується.

## Архітектура
Стиль будівлі є перехідною формою від бароко до класицизму. Ошатність центральної частини підкреслюють частково рустовані прості флігелі (спочатку одно-, а пізніше двоповерхові), що обрамляють її з обох боків. Фасад центральної частини прикрашав триарковий портик, над яким розташовувався великий балкон (втрачено). Фасад прикрашають каннельовані іонічні пілястри. По обидва боки будівлі симетрично розташовані аркові в'їзди, виконані у вигляді тріумфальних арок. Центральний об'єм будівлі вищий, ніж флігелі, і багатше оформлений; серед декоративних елементів композиції ніші з вазами.

## Меморіальні таблички
На будівлі встановлено декілька меморіальних дощок:
- В пам'ять зустрічі Гулака-Артемовського Петра Петровича і Адама Міцкевича.
- Каразіну Василю Назаровичу, засновникові Харківського університету
- Міхновському Миколі Івановичу, українському політичному і громадському діячеві, ідеологу державної самостійності України.
- Мечникову Іллі Іллічу, вченому, що навчався тут
- Рєдіну Єгору Кузьмовичу, українському історику мистецтва і археологу
- Гедройць Миколі Антоновичу, художнику, меценату, громадському діячеві

## Галерея

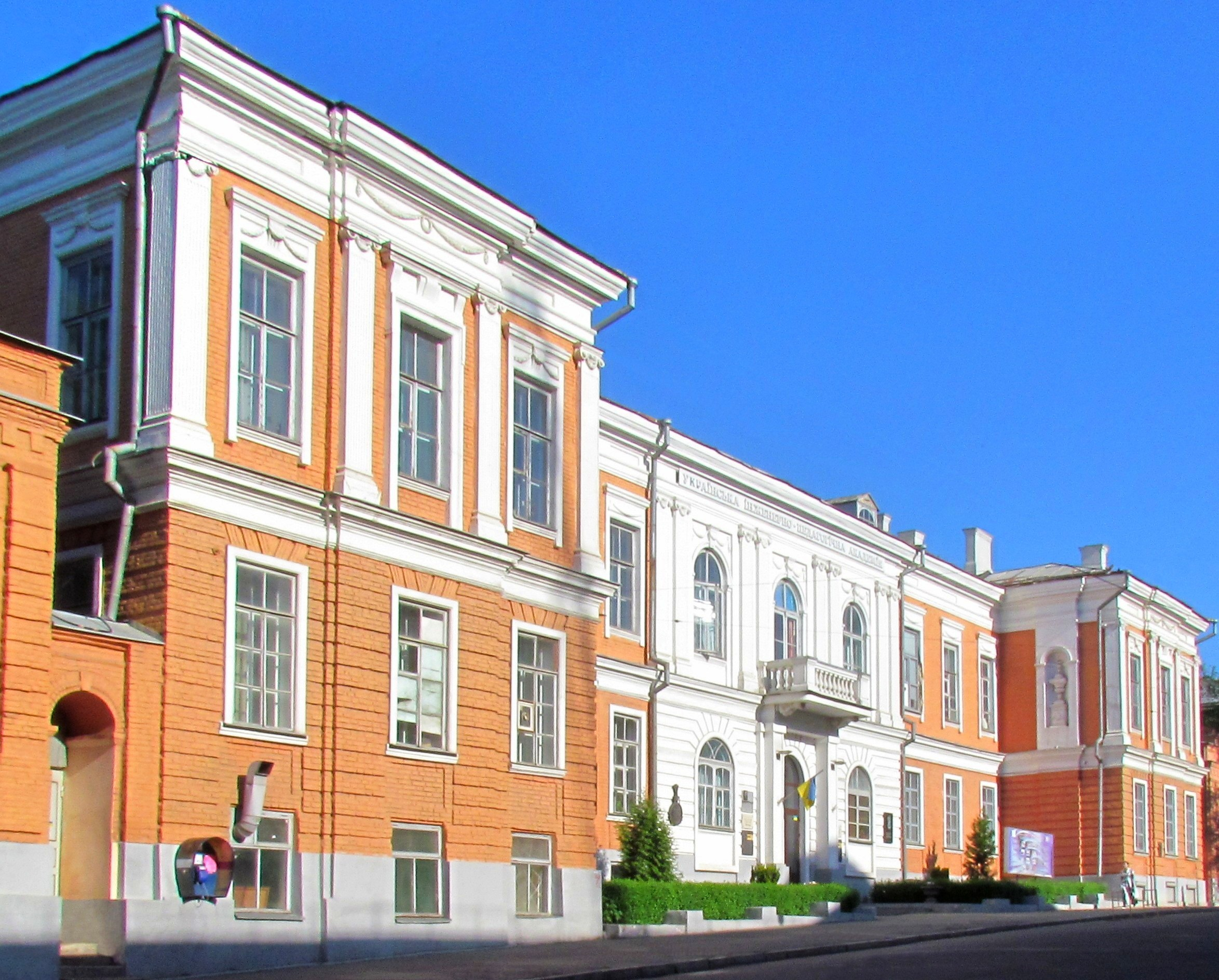
Головний корпус
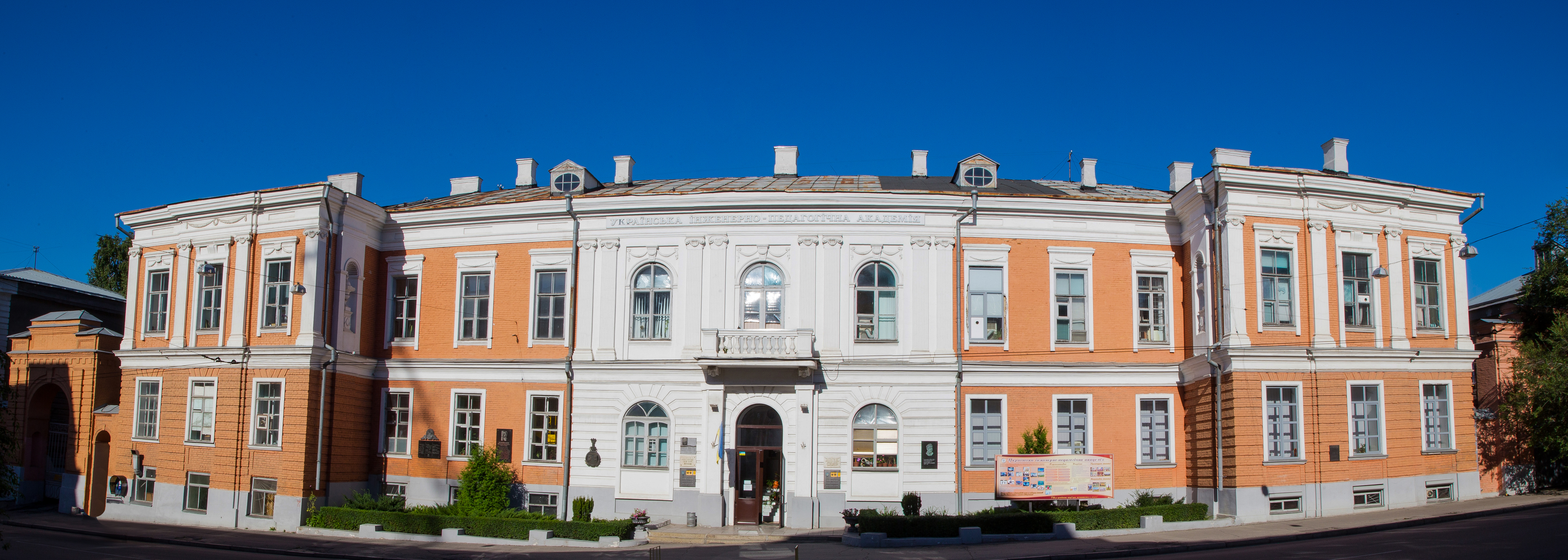
Фасад
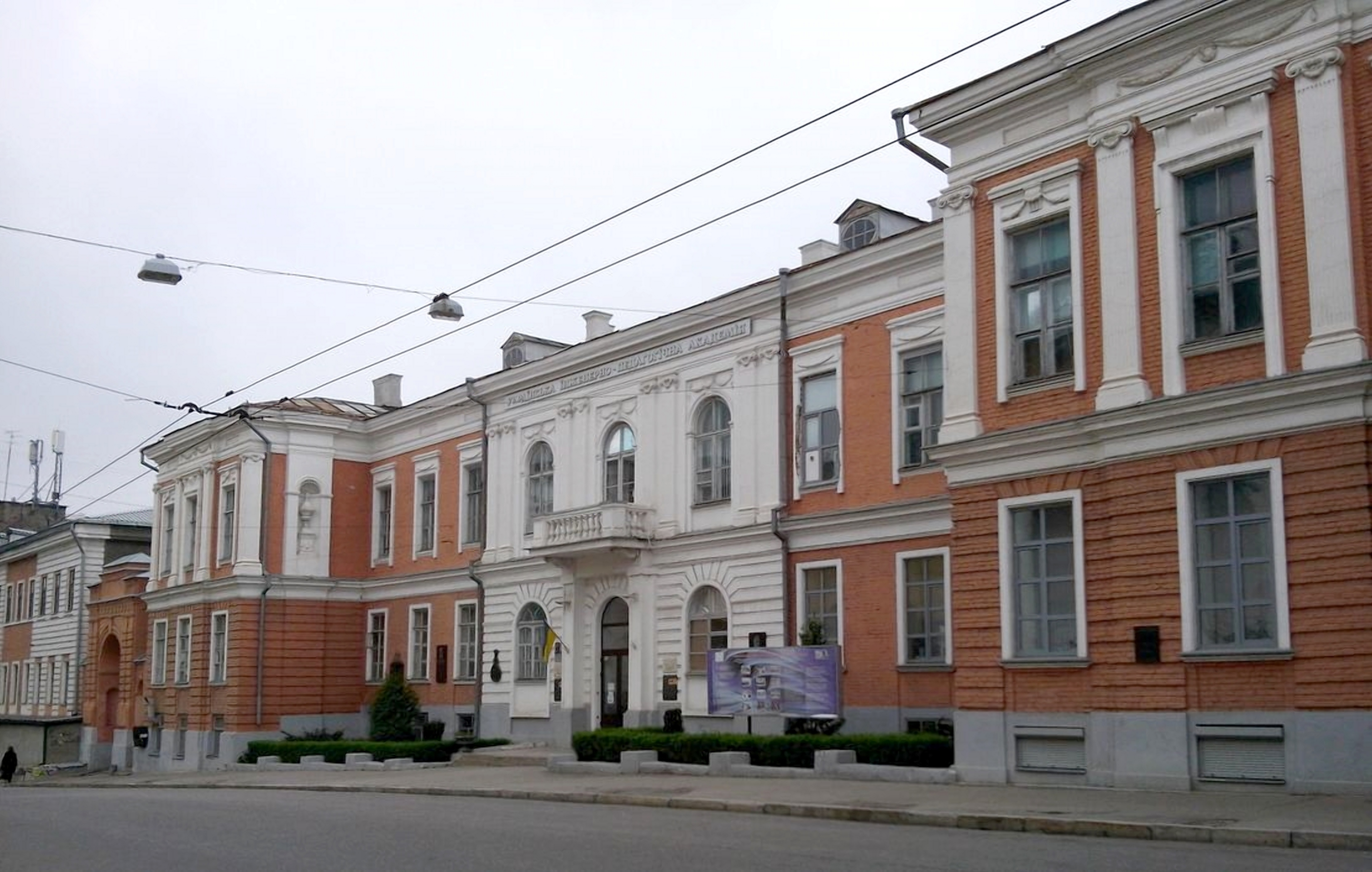
Головний корпус
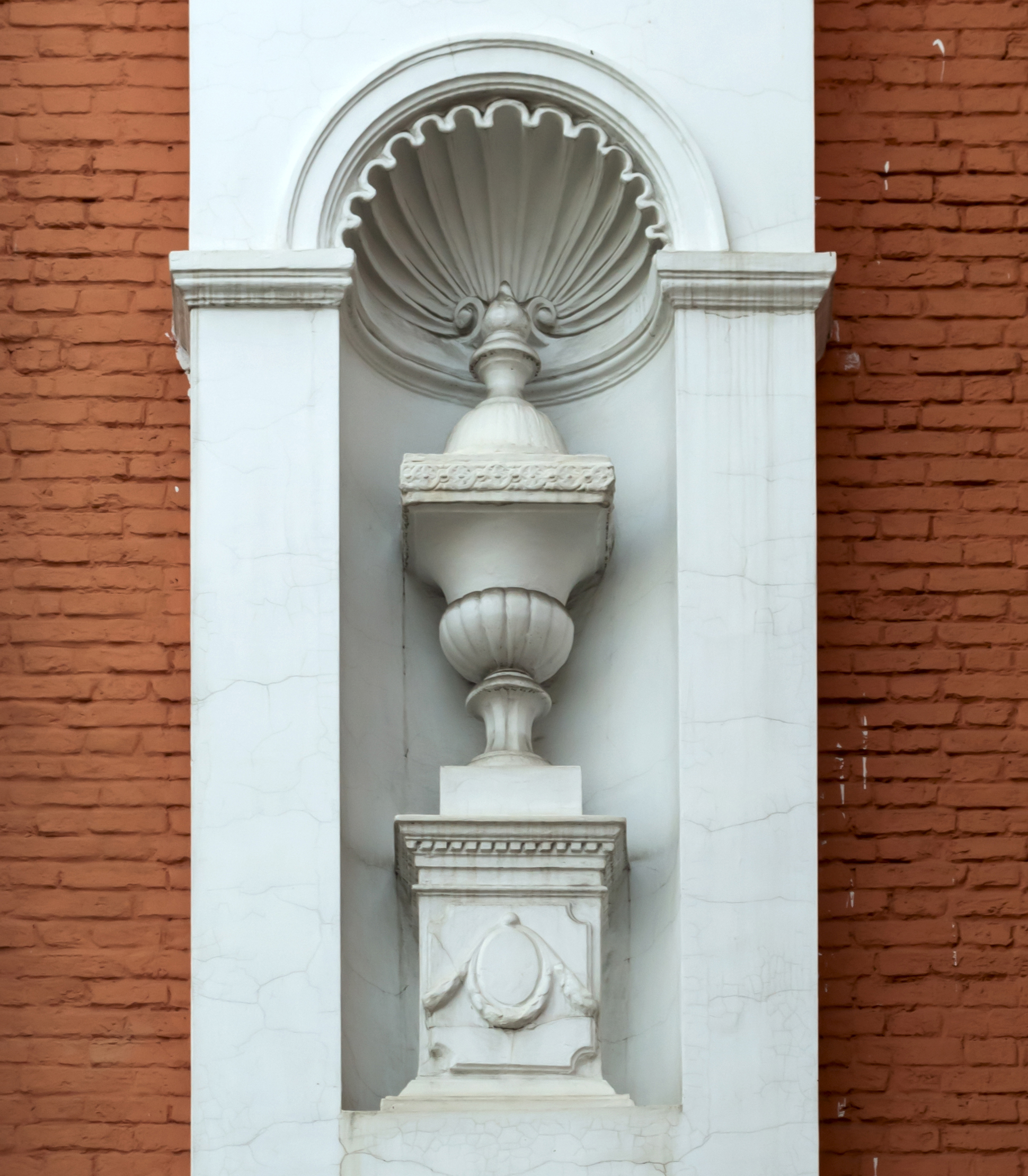
Декоративна ваза у ніші головного корпусу
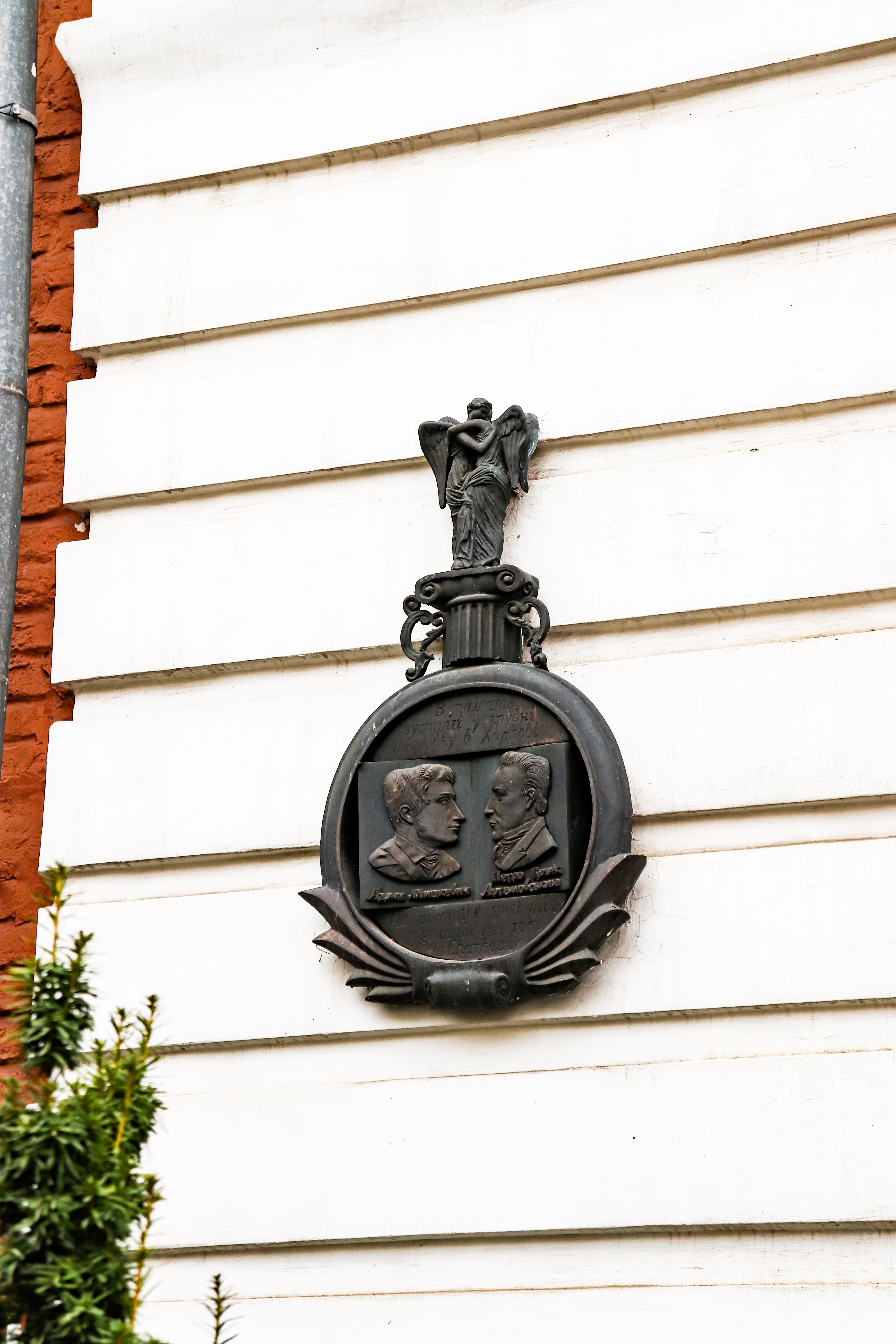
Меморіальна дошка в пам'ять зустрічі Гулака-Артемовського Петра Петровича і Адама Міцкевича
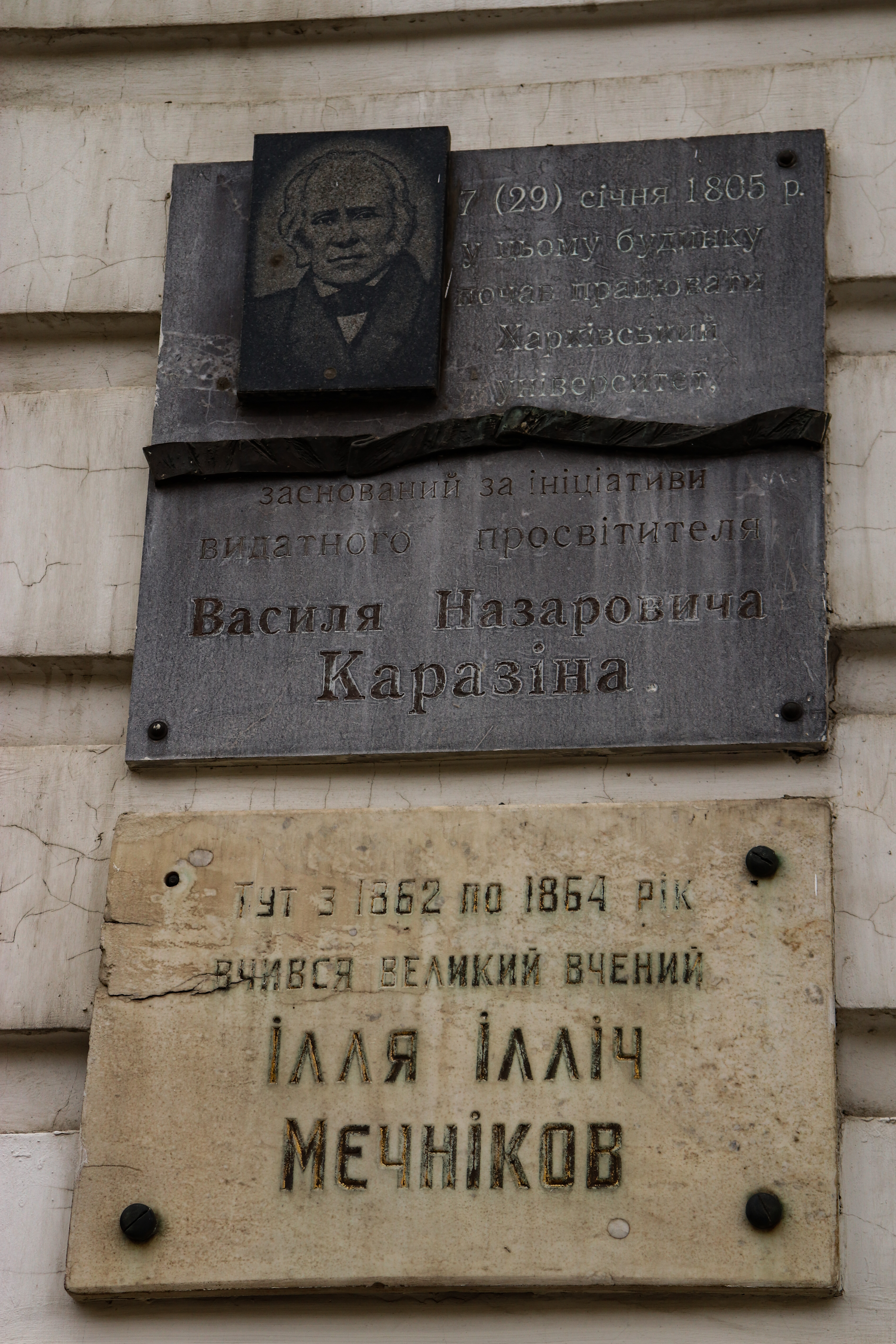
Меморіальна дошка засновникові Харківського університету Василю Каразіну та вченому Іллі Мечникову
Меморіальна дошка українському політичному і громадському діячеві Миколі Міхновському
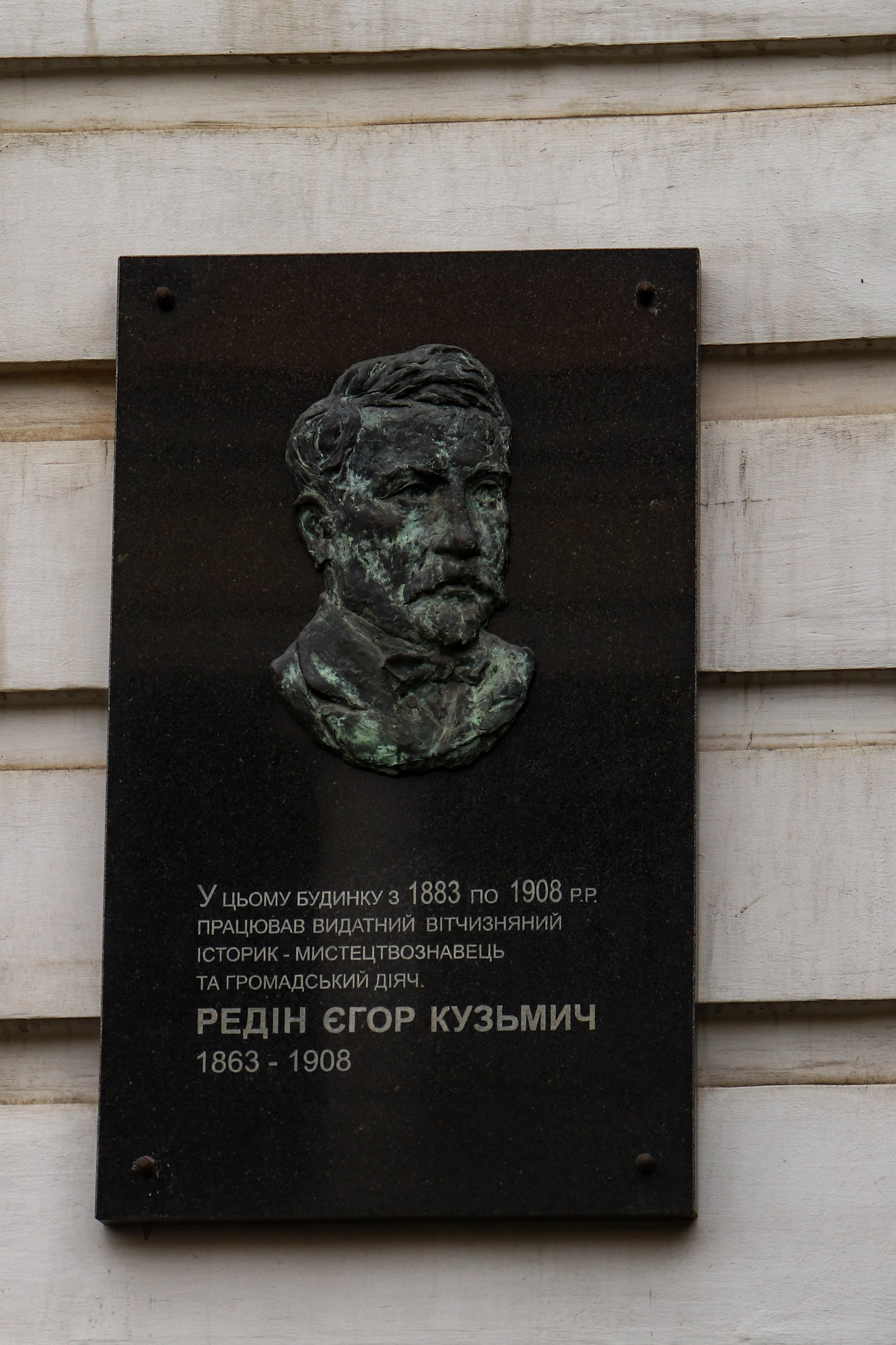
Меморіальна дошка Єгору Рєдіну, українському історику мистецтва і археологу
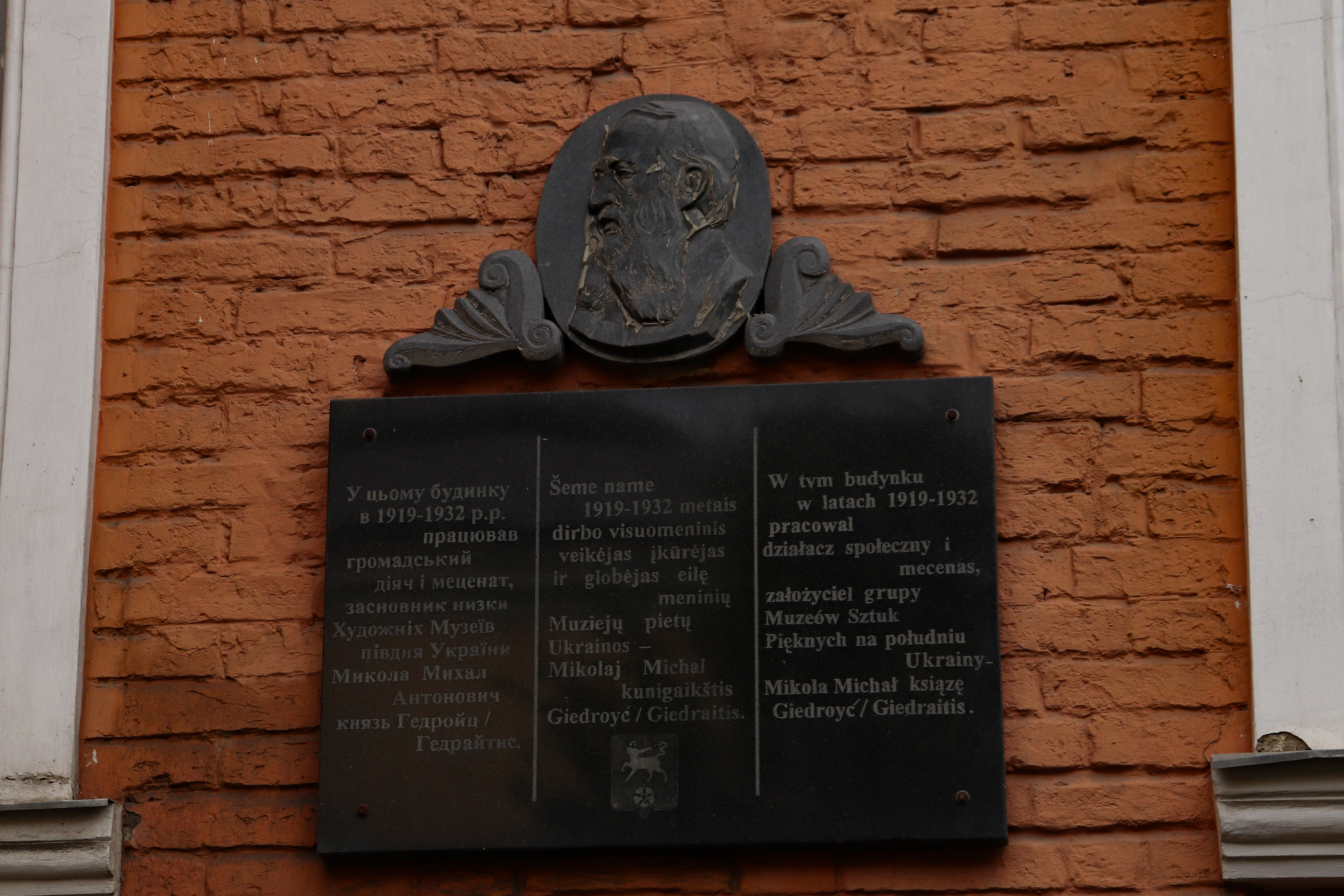
Меморіальна табличка художнику, меценату, громадському діячеві Миколі Гедройць
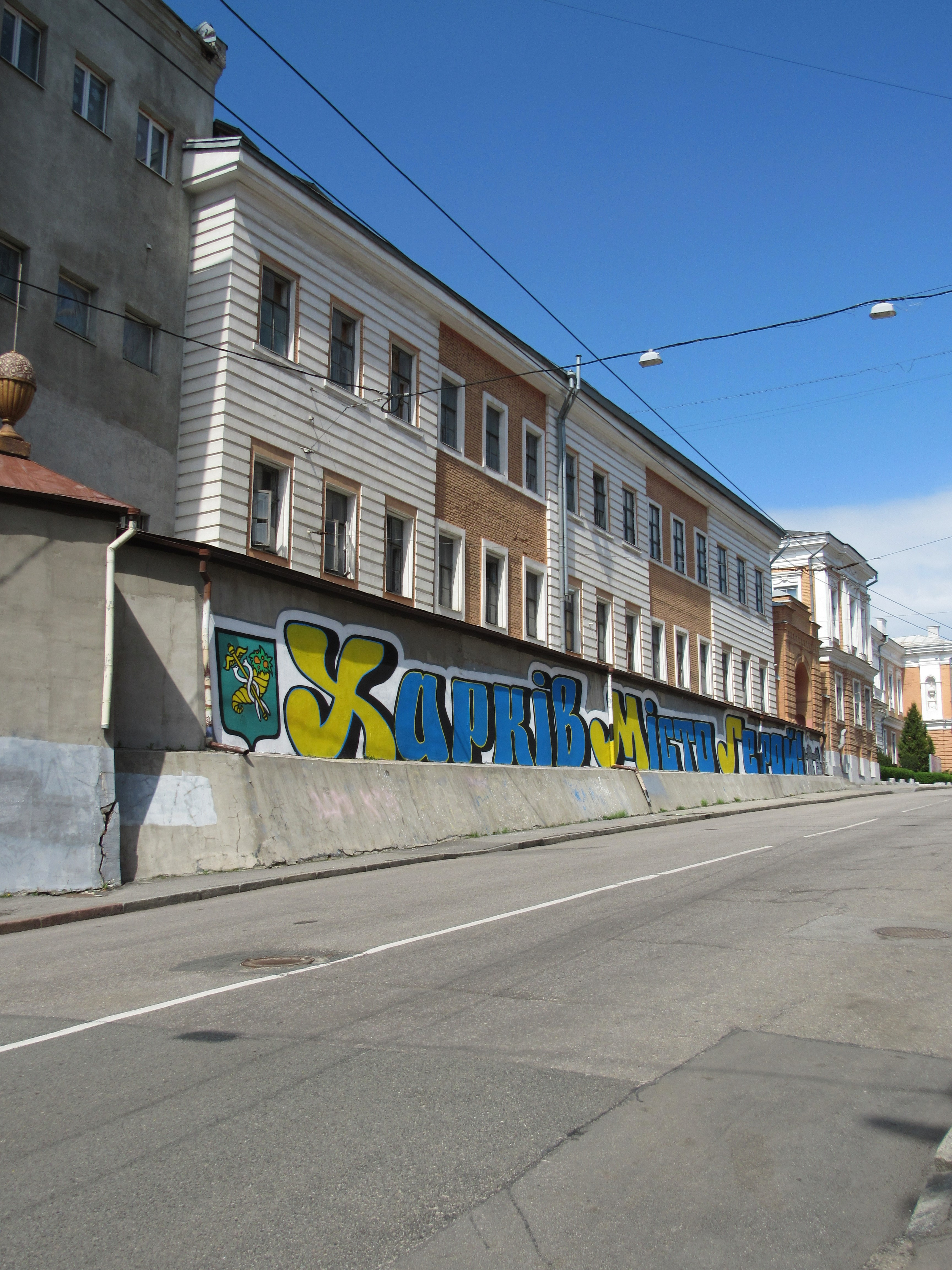
Фізичний корпус (флігель)
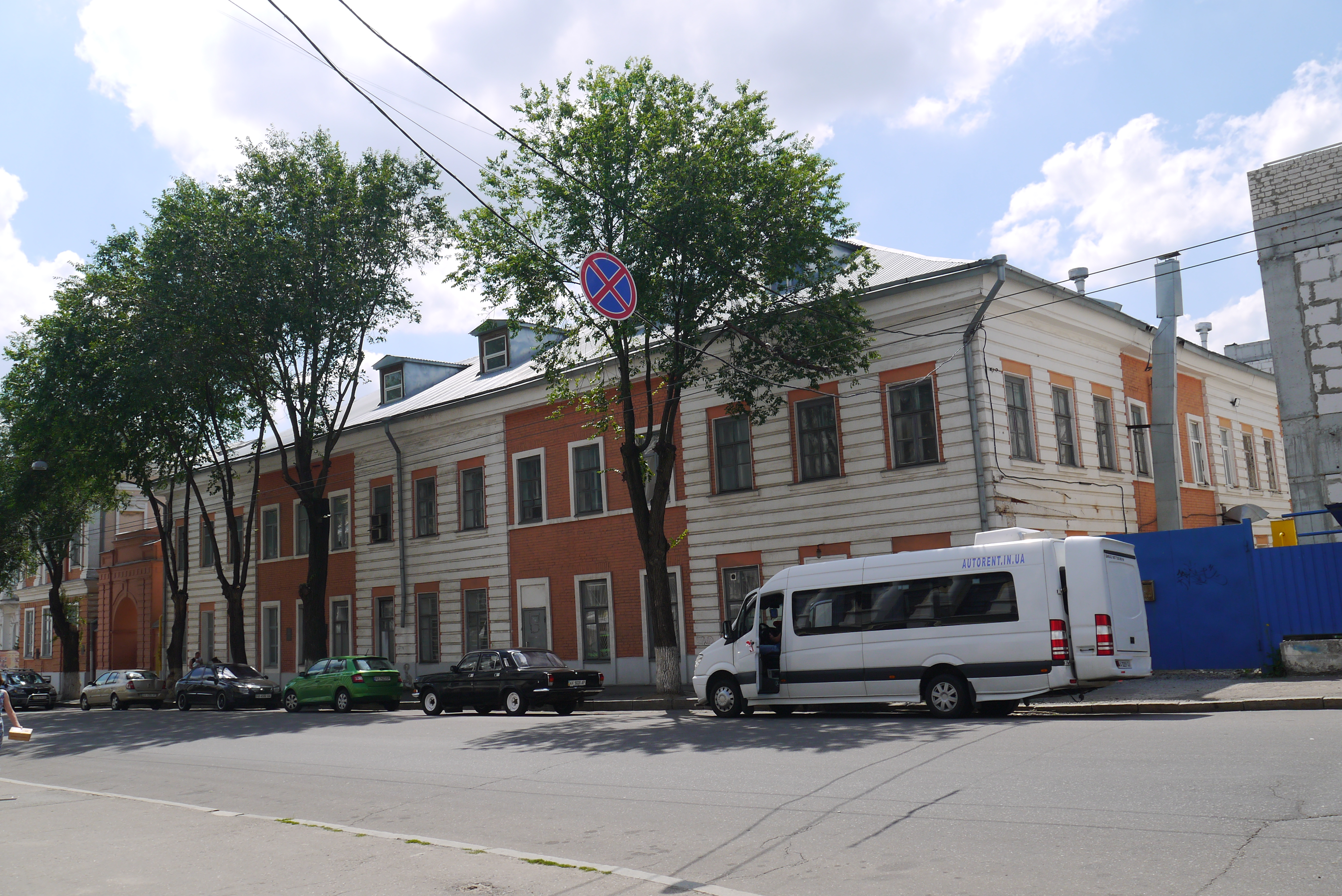
Хімічний корпус (флігель) до пожежі
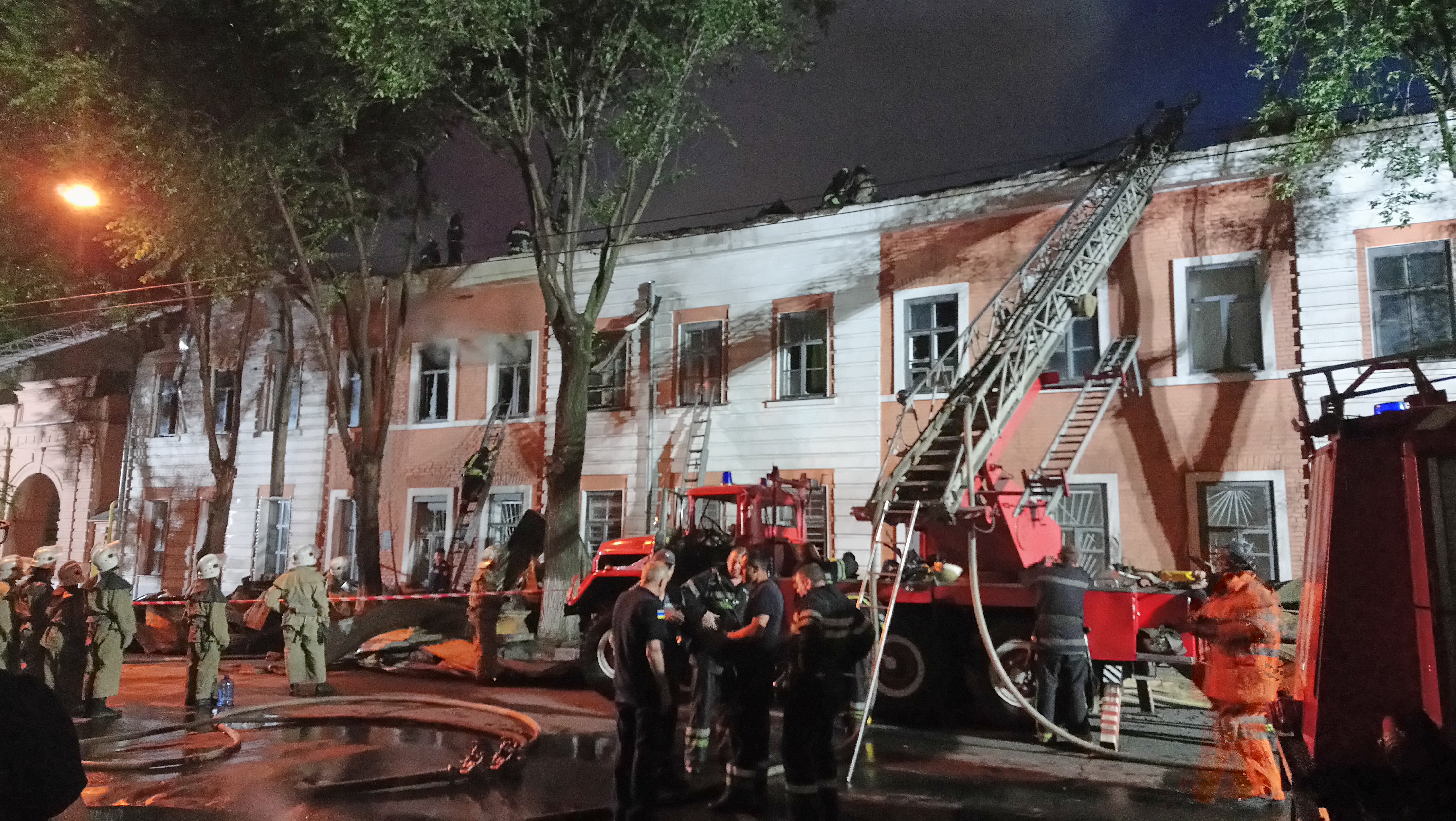
Гасіння пожежі 2 серпня 2018
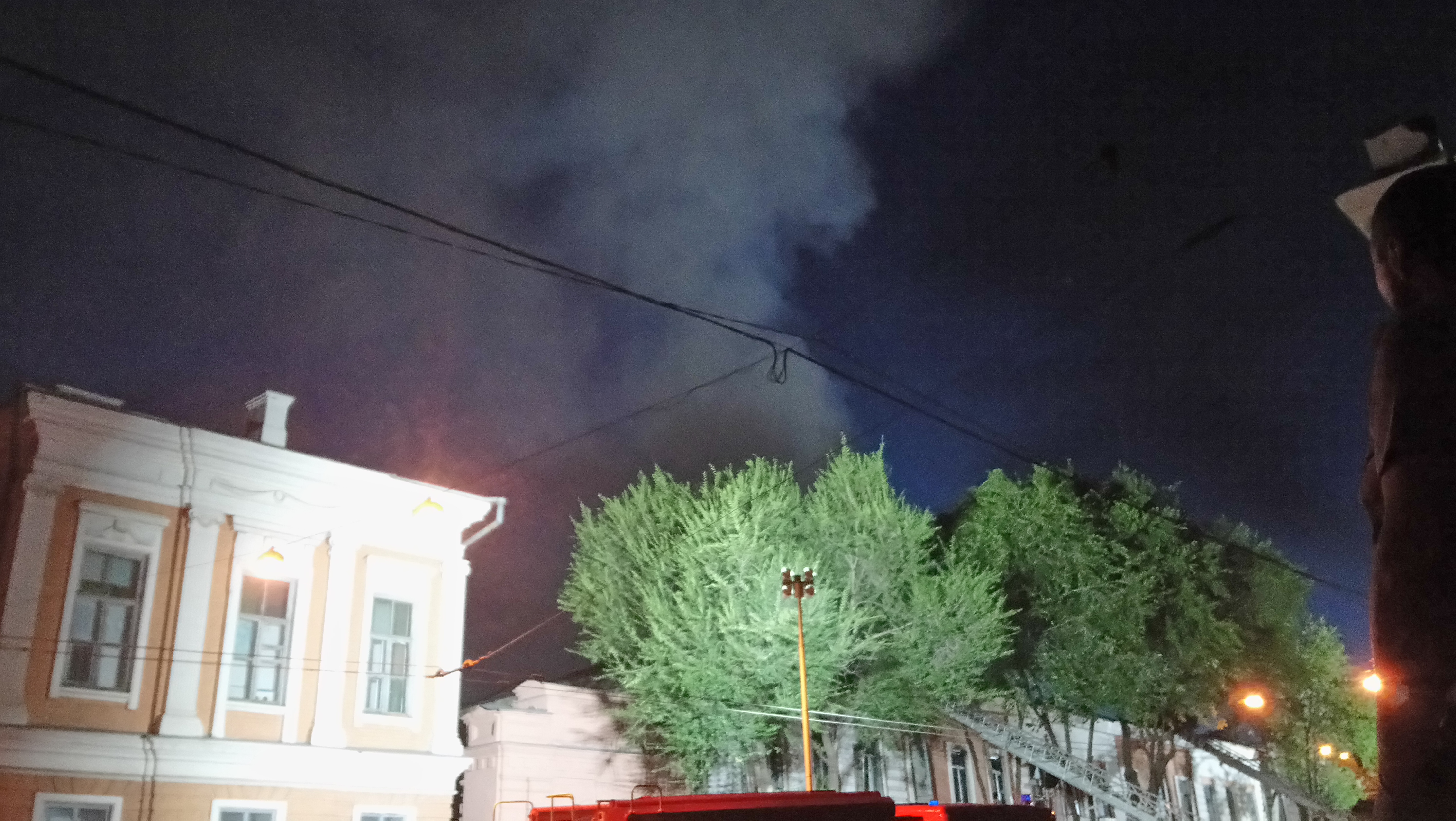
Гасіння пожежі 2 серпня 2018